# Alcañizo
Alcañizo – gmina w Hiszpanii, w prowincji Toledo, w Kastylii-La Mancha, o powierzchni 13,51 km². W 2011 roku gmina liczyła 319 mieszkańców.